# Neunkirchen-Seelscheid
Neunkirchen-Seelscheid település Németországban, azon belül Észak-Rajna-Vesztfália tartományban. Lakosainak száma 20 305 fő (2023. december 31.). Neunkirchen-Seelscheid Lohmar és Siegburg községekkel határos.

## Népesség
A település népességének változása:
| Lakosok száma | 12 957 | 19 537 | 19 758 | 19 659 | 19 852 | 20 109 | 20 305 |
|               | 1975   | 2014   | 2017   | 2019   | 2021   | 2022   | 2023   |